# Луцци, Федерико
Федери́ко Лу́цци (итал. Federico Luzzi, 3 января 1980, Ареццо, Италия — 25 октября 2008, там же) — итальянский теннисист, профессионал с 1999 года.
Высшая позиция в мировом рейтинге в одиночном разряде — 92 (11 февраля 2002).
В 2001 и 2007 годах провёл 4 матча за сборную Италии в Кубке Дэвиса: 2 победы и 2 поражения.
За карьеру выиграл 3 «челленджера»:
- 2001 — Мумбай, Индия (хард); Бриндизи, Италия (грунт)
- 2007 — Шербур, Франция (индоор хард)

## Дисквалификация в 2008 году
В феврале 2008 года АТП дисквалифицировала Луцци, занимавшего на тот момент 139-е место в мировом рейтинге, на 200 дней и оштрафовала на 50 000 долларов США. Наказание было связано с тем, что Луцци делал ставки в букмекерских конторах на теннисные матчи с мая 2004 года по апрель 2007 года, а игрокам запрещено делать какие-либо ставки на любые теннисные матчи. АТП определила, что Луцци за это время сделал 273 ставки на 836 матчей, в т.ч. он ставил на собственные победы. В то же время было отмечено, что не найдено доказательств того, что Луцци пытался повлиять на результаты каких-либо матчей. Кроме Луцци наказанию за ставки были подвергнуты 4 других итальянских теннисиста — Джорджо Галимберти, Потито Стараче, Даниэле Браччали и Алессио ди Мауро. Дисквалификация Луцци завершилась в середине сентября 2008 года.

## Смерть
В середине октября 2008 года на Сардинии Федерико снялся во время матча за клуб в связи с лихорадкой. У Луцци была диагностирована одна из острых форм лейкемии, и он скончался через несколько дней, 28 октября, в больнице его родного города Ареццо в возрасте 28 лет. Свой последний матч на уровне «челленджеров» Луцци провёл чуть более, чем за месяц до смерти, в Неаполе.

## Память
Первенец пары Флавии Пеннетты и Фабио Фоньини (род. 19.05.2017) получил имя Федерико в честь Луцци.